# Ugljevička Obrijež
Ugljevička Obrijež (cyr. Угљевичка Обријеж) – wieś w Bośni i Hercegowinie, w Republice Serbskiej, w gminie Ugljevik. W 2013 roku liczyła 945 mieszkańców.